# Frataxine

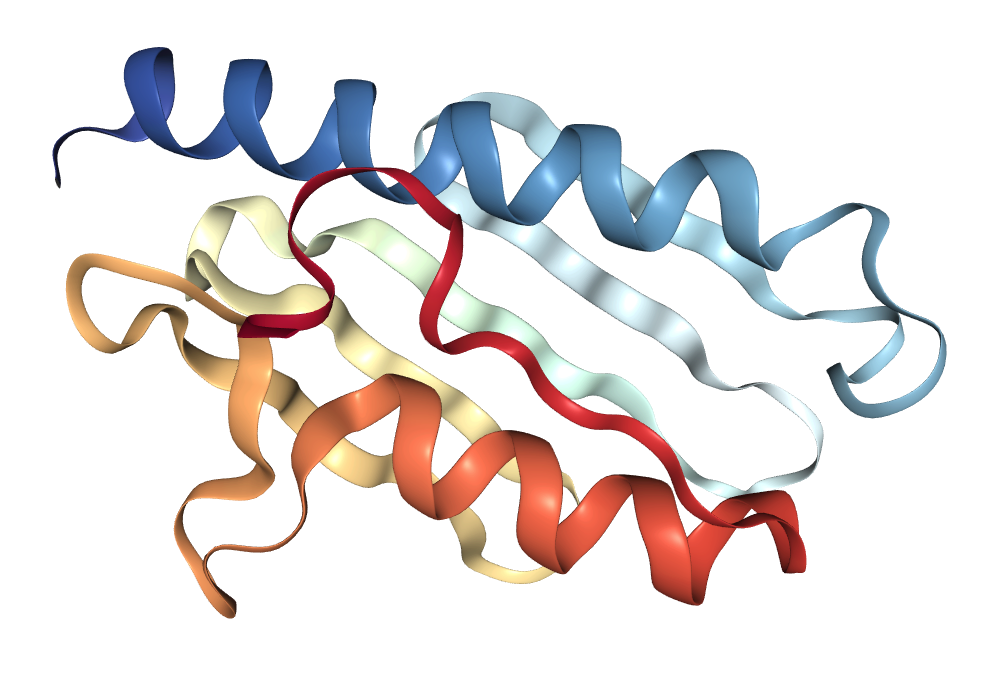
Sur cette image, on peut observer les deux hélices alpha (en orange et en bleu) et 6 feuilles beta.

La frataxine est une petite protéine de la matrice mitochondriale, dont la déficience est responsable chez l'homme de l'ataxie de Friedreich.
Le rôle précis de cette protéine mitochondriale est encore controversé. Cette protéine intervient de manière directe ou indirecte dans l'assemblage des centres Fer-Soufre, la résistance des cellules au stress oxydant, la synthèse d'hème et l'homéostasie mitochondriale du fer.